# 健和会 (福岡県)
公益財団法人健和会（けんわかい）は、福岡県北九州市を中心に病院などを展開している公益法人。昭和28年西日本水害を受け、被災したにもかかわらず十分な医療を受けられない人たちを対象に、当時の八幡市に開かれた緑町診療所を母体とし、統廃合を繰り返しながら組織を拡大、北九州市と近隣各地に病院などを展開してきた。
2013年に財団法人から公益財団法人に移行。全日本民主医療機関連合会(民医連)加盟法人。

## 傘下設置機関
北九州市小倉北区
- 健和会大手町病院
  - 付属歯科診療所（病院正面入口横）
  - 健和会本部（同一敷地内別棟）
  - 健和看護学院（同上）

- 健和会大手町リハビリテーション病院・地域優良賃貸住宅
老朽化が著しいため2012年10月末で廃止された「おさゆきリハビリテーション病院」に替わる施設として、翌日大手町病院近くに移転開業。ひと月遅れで大手町病院からリハビリテーション病棟を移設し、大手町病院は急性期医療専門となる。また、医療制度の変更で病院を追われ路頭に迷う高齢者のために賃貸住宅を併設。病院に先立ち4月から入居者を受け入れている。
- 大手町診療所（病院とは別立地）
  - 標榜診療科 - 内科
    - 訪問看護ステーション・コスモス（大手町診療所併設）
    - 大手町ケアプランセンター（同上）

北九州市小倉南区
- とくりきプランセンター
- けんわ南ケアプランセンター

北九州市戸畑区
- 健和会緑町診療所 - 法人の母体、八幡東区から移転。
- 戸畑けんわ病院
- 健和労働衛生研究所（旧中原病院付属歯科診療所ビル内）
- 北九州医療・福祉総合研究所（同上）
- 訪問看護ステーション・のぞみ
  - 戸畑けんわケアプランセンター（のぞみ併設）

北九州市八幡西区
- 健和会町上津役（まちこうじゃく）診療所

北九州市門司区
- 大里（だいり）おおかわ診療所

京都郡苅田町
- 健和会京町病院
  - 訪問看護ステーション・かんだ（京町病院併設）

### 関連機関
- 北九州健康友の会（緑町診療所がかつてあった八幡東区と上記設置場所ごとに設立）